# ائتلاف آبادگران ایران اسلامی
ائتلاف آبادگران ایران اسلامی که به طور غیررسمی آبادگران نامیده می‌شود نام ائتلافی اصولگرا می‌باشد که در جریان دومین انتخابات شوراهای اسلامی به عنوان یک فهرست انتخاباتی تشکیل شد، به گفته یکی از اعضای این ائتلاف این نام از روی یک حزب در آمریکا اقتباس شده موفق به تصاحب ۱۴ کرسی از ۱۵ کرسی این انتخابات شد. این ائتلاف در انتخابات مجلس هفتم هم توانست تمامی ۳۰ کرسی تهران در مجلس شورای اسلامی را به خود اختصاص دهد.
آبادگران در دوره دوم انتخابات ریاست جمهوری ایران (۱۳۸۴) و انتخابات ریاست جمهوری ایران (۱۳۸۸) از محمود احمدی‌نژاد حمایت کرد. احمدی‌نژاد از سوی همین جریان به شهرداری تهران انتخاب شده بود ، وی بعد از به ریاست جمهوری رسیدن هرگونه وابستگی یا حمایت این حزب را از خویش تکذیب کرد .
عباس شیبانی و محمود خسروی وفا از اعضای برجسته و شناخته شده این ائتلاف هستند و دبیرکل این حزب حسن بیادی است.

## تشکیل
قبل از انتخابات دومین دوره شوراهای اسلامی شهر و روستا، شورای هماهنگی نیروهای انقلاب اسلامی تصمیم گرفت تشکلی را با نام جدیدی در انتخابات شوراها شرکت دهد. در همین راستا سر انجام «آبادگران ایران اسلامی» به تصویب رسید و قرارشد محمود احمدی‌نژاد و حسین فدایی مسئولیت انتخاب کاندیداها و هدایت تبلیغات انتخاباتی را درتهران، مراکز استان‌ها و شهرستان‌های مهم برعهده بگیرند.